# Carl Bernhard Garve
Carl Bernhard Garve född 1763 i Jeinsen, Hannover. Död 1841 i Herrnhut. Herrnhutisk präst. Tysk teolog och psalmförfattare representerad i danska Psalmebog for Kirke og Hjem.
Hans psalmer utgavs 1825 i psalmboken Christlichen Gesängen och två år senare 1827 i Brüdergesängen.